# Ferrari F310
O  F310/F310B é o modelo da Ferrari das temporadas de 1996 e 1997 da Fórmula 1. Condutores: Michael Schumacher

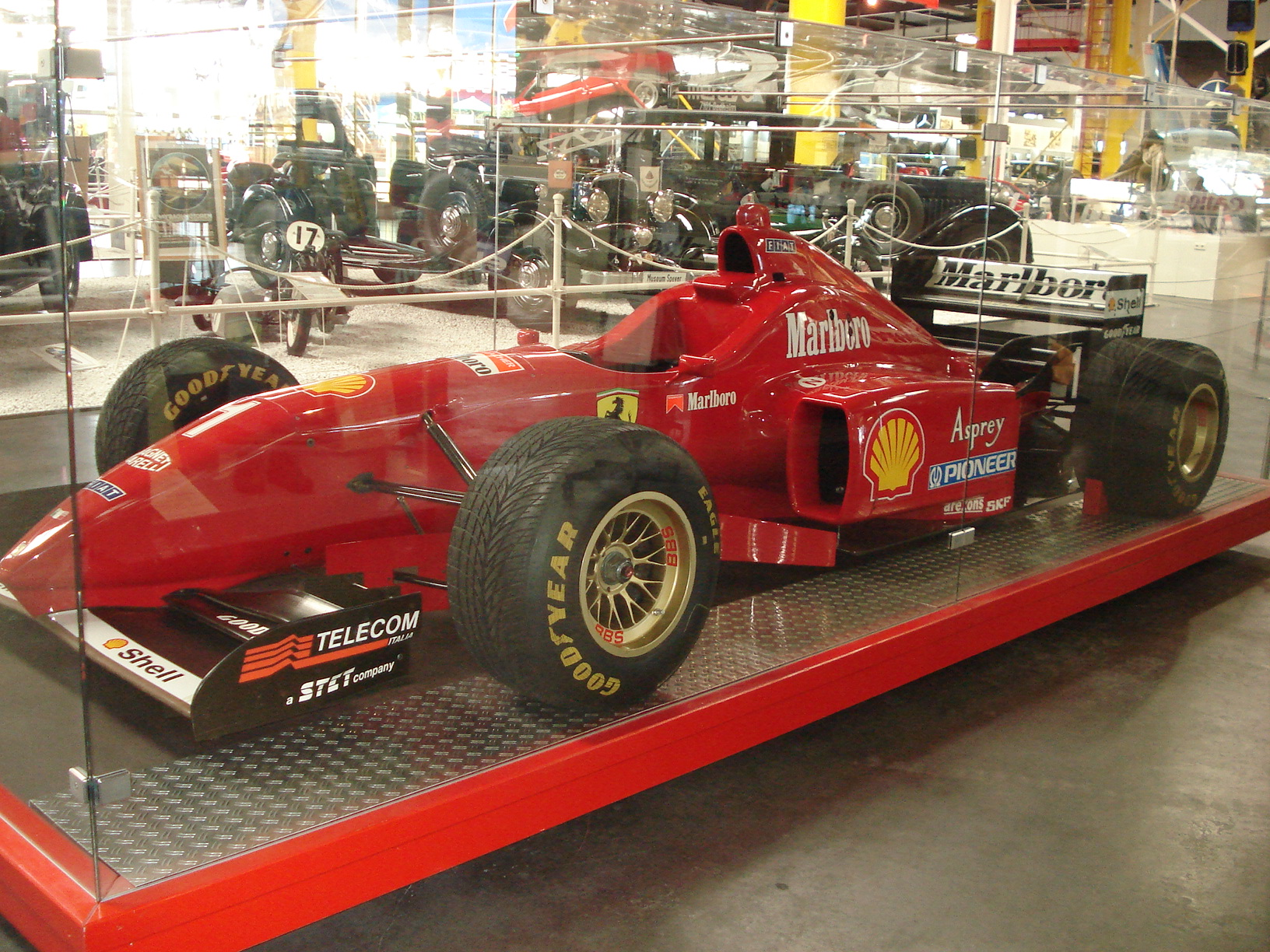
Ferrari F310 vista de lado

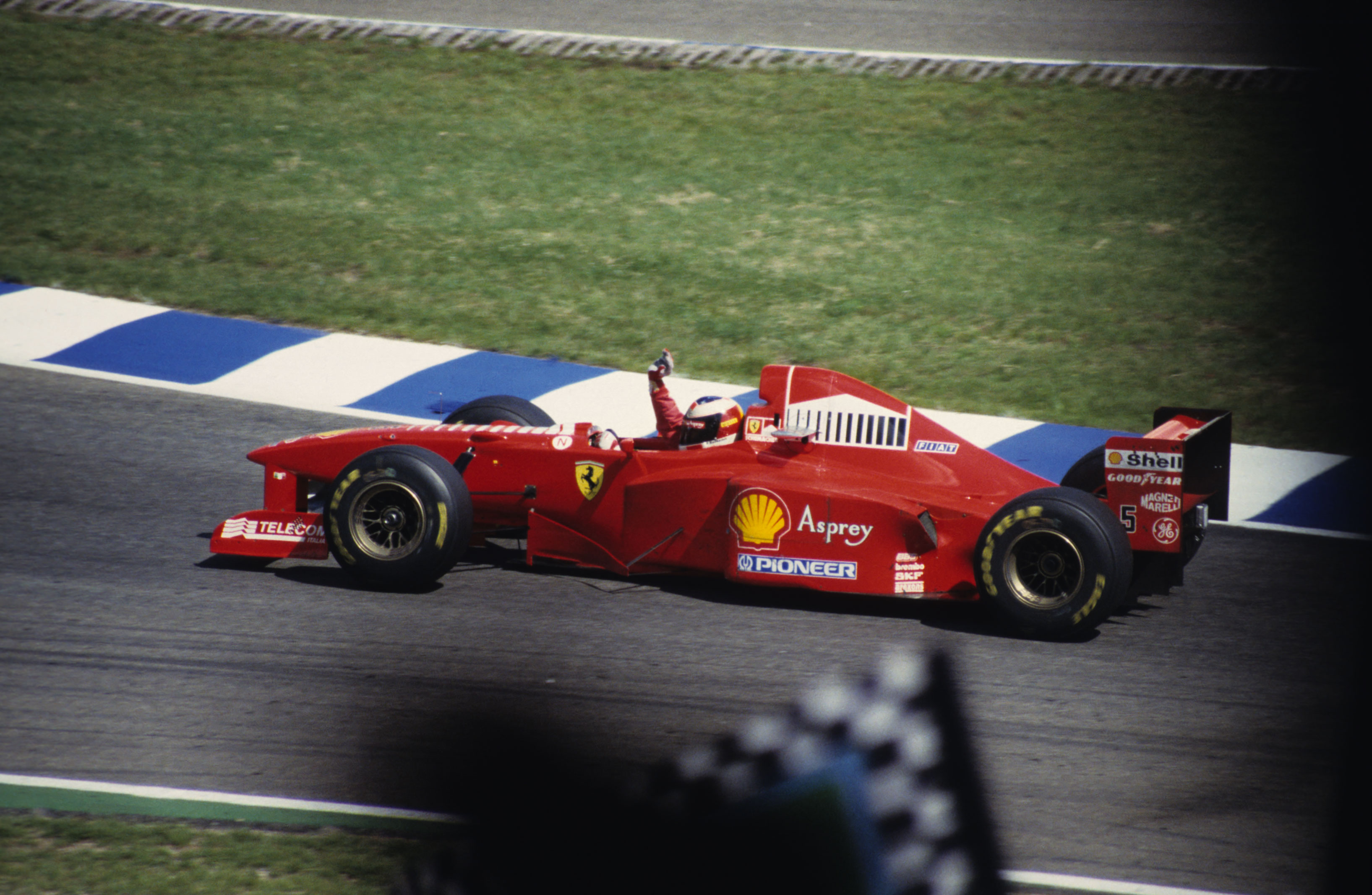
Ferrari 310B de 1997

e Eddie Irvine.

## Resultados[1][2]
(legenda) (em negrito indica pole position e itálico volta mais rápida)
| Ano  | Chassi | Motor             | Pneus | N° | Pilotos            | 1   | 2   | 3   | 4   | 5   | 6   | 7   | 8   | 9   | 10  | 11  | 12  | 13  | 14  | 15  | 16  | 17  | Pontos | Posição |  |
| ---- | ------ | ----------------- | ----- | -- | ------------------ | --- | --- | --- | --- | --- | --- | --- | --- | --- | --- | --- | --- | --- | --- | --- | --- | --- | ------ | ------- |  |
|      |        |                   |       |    |                    |     |     |     |     |     |     |     |     |     |     |     |     |     |     |     |     |     |        |         |  |
|      |        |                   |       |    |                    | AUS | BRA | ARG | EUR | SMR | MON | ESP | CAN | FRA | GBR | GER | HUN | BEL | ITA | POR | JPN |     |        |         |  |
| 1996 | F310   | Ferrari 046 V10   | G     | 1  | Michael Schumacher | Ret | 3   | Ret | 2   | 2   | Ret | 1   | Ret | DNS | Ret | 4   | 9†  | 1   | 1   | 3   | 2   |     | 70     | 2°      |  |
| 1996 | F310   | Ferrari 046 V10   | G     | 2  | Eddie Irvine       | 3   | 7   | 5   | Ret | 4   | 7†  | Ret | Ret | Ret | Ret | Ret | Ret | Ret | Ret | 5   | Ret |     | 70     | 2°      |  |
|      |        |                   |       |    |                    |     |     |     |     |     |     |     |     |     |     |     |     |     |     |     |     |     |        |         |  |
|      |        |                   |       |    |                    | AUS | BRA | ARG | SMR | MON | ESP | CAN | FRA | GBR | GER | HUN | BEL | ITA | AUT | LUX | JPN | EUR |        |         |  |
| 1997 | F310B  | Ferrari 046/2 V10 | G     | 5  | Michael Schumacher | 2   | 5   | Ret | 2   | 1   | 4   | 1   | 1   | Ret | 2   | 4   | 1   | 6   | 6   | Ret | 1   | Ret | 102    | 2°      |  |
| 1997 | F310B  | Ferrari 046/2 V10 | G     | 6  | Eddie Irvine       | Ret | 16  | 2   | 3   | 3   | 12  | Ret | 3   | Ret | Ret | 9†  | 10† | 8   | Ret | Ret | 3   | 5   | 102    | 2°      |  |

† Completou mais de 90% da distância da corrida.